# التمرد الكردي في إيران 1979
اندلع التمرد الكردي في إيران في منتصف مارس عام 1979، بعد نحو شهرين من انتهاء الثورة الإيرانية، وأصبح الأكبر بين الانتفاضات على مستوى الدولة في إيران ضد النظام الجديد. وبينما حقق المسلحون الأكراد، الحزب الديمقراطي الكردستاني الإيراني أساسًا، بعض المكاسب الإقليمية في منطقة مهاباد وأطاح بالقوات الإيرانية من المنطقة، إلا أن هجومًا كبيرًا وقع في ربيع 1980 من قبل الحرس الثوري الإيراني قام بعكس مجرى التمرد.
بعد اندلاع الحرب العراقية الإيرانية، في سبتمبر 1980، تم بذل جهد أكبر من قبل النظام الإيراني لقمع التمرد الكردي، الذي كان الوحيد ضمن انتفاضات عام 1979 الذي لا يزال مستمرًا (تم قهر الانتفاضات العربية والبلوشية والتركمانية بالفعل قبل ذلك الوقت). وبحلول أواخر عام 1980، أطاحت القوات النظامية الإيرانية والحرس الثوري بالمتمردين الأكراد من معاقلهم، ولكن استمرت مجموعات من المتمردين الأكراد في تنفيذ هجمات متفرقة. واستمرت الاشتباكات في المنطقة حتى أواخر 1983.
قتل نحو 10000 شخص أثناء التمرد الكردي، منهم 1200 شخص من السجناء السياسيين الأكراد تم إعدامهم في المراحل الأخيرة من التمرد. وعاد النزاع الكردي الإيراني في عام 1989 فقط، بعد اغتيال زعيم الحزب الديمقراطي الكردستاني الإيراني.

## الخلفية
مع تجربة مؤلمة من حكم بهلوي في إيران واثنتين من الثورات الكبرى الفاشلة في عامي 1946 و1962، كانت المنظمات السياسية الكردية من المؤيدين المتحمسين للثورة ضد الشاه، والتي جلبت آية الله الخميني إلى السلطة في فبراير 1979. وكان الشاه قد أظهر عدم اهتمامه بالتطلعات الكردية لمزيد من الاستقلالية وتخفيف سيطرة طهران على شؤونهم. ومنذ الأيام الأولى للثورة، كانت العلاقات بين الحكومة المركزية والمنظمات الكردية محفوفة بالصعوبات.
كان ينظر إلى الأكراد، مع اختلاف لغتهم وتقاليدهم وتحالفاتهم عبر الحدود، كعرضة للاستغلال من قبل القوى الأجنبية الذين يرغبون في زعزعة استقرار الجمهورية الحديثة. امتنع الأكراد السنيون، على عكس الغالبية العظمى من مواطنيهم، عن التصويت لتأييد إنشاء جمهورية إسلامية في أبريل عام 1979. ورسخ ذلك الاستفتاء أولوية الشيعة ولم يوفر فرصة للحكم الذاتي الإقليمي.
تعمقت الأزمة بعد حرمان الأكراد من الحصول على مقاعد في اجتماع مجلس الخبراء عام 1979، والذي كان مسؤولاً عن كتابة الدستور الجديد. منع آية الله الخميني د. قاسملو، النائب المنتخب عن المنطقة، من المشاركة في الاجتماع الأول لمجلس الخبراء. وبذلك حرم الأكراد من حقوقهم السياسية في إطار الدستور الإيراني الجديد، لأن الغالبية منهم ينتمون إلى فرع أهل السنة والجماعة الإسلامي.

## التمرد

### ثوران
اجتاحت الموجة الوطنية شرق كردستان بعد سقوط الدولة البهلوية مع وقوع سلسلة من الثورات المضادة للثورة في جميع أنحاء الدولة ( في خوزستان، بلوشستان الإيرانية وأجزاء أخرى من إيران)، كان هناك تمرد واسع النطاق وشيك الحدوث.
أيضًا في مارس 1979، صاغ الحزب الديمقراطي الكردستاني الإيراني خطة من ثماني نقاط للاستقلال الكردي وأعلنها على الملأ.
واندلع التمرد في منتصف مارس عام 1979، عندما استولى الأكراد المحتجون على مركز الشرطة ومقرات قيادة الجيش وأجزاء من ثكنات الجيش في سنندج، بعد فشل تفريقهم من قبل قوات الجيش. ووفقًا للبي بي سي، بدأت الثورة عندما تغلب رجال القبائل الكردية على الجنود الإيرانيين في مدينة باوه. ثم انتشرت الاضطرابات إلى مناطق أخرى يسيطر عليها الأكراد بعد استيلاء المتمردين على المدن وحاميات الجيش، بالتحديد في المدن ديوان داره وسقز ومهاباد. واختبأ العديد من القيادات الكردية بعد أن أمر آية الله الخميني بإلقاء القبض عليهم. وصرحت تقارير صحيفة إيرانية في هذه المرحلة أن عدد القتلى حوالي 600 قتيل.
واندلع النزاع المسلح منذ أبريل 1979 بين الفصائل الكردية المسلحة وقوات الأمن للحكومة الثورية الإيرانية. وشملت القوات الكردية في المقام الأول الحزب الديمقراطي الكردستاني الإيراني (KDPI) وكومله اليسارية (منظمة ثورية من كادحي كردستان). وبحلول أواخر إبريل، اندلع قتال طائفي أيضًا بين الفصائل الكردية والآذرية في المنطقة، مما أسفر عن سقوط مئات القتلى.

### الحملات القتالية والسياسة
في منتصف شهر أغسطس، سار الحرس الثوري إلى باوه التي يسيطر عليها المتمردون دون استعدادات كافية وبغض النظر عن مشورة الجيش، ليقع في كمين كبير. ودفعت هذه الهزيمة الخميني للاقتراب من رؤساء الجيش والحكومة. وكان للقيادة الإيرانية الإسلامية الجديدة القليل من الصبر على المطالب الكردية واختارت الوسائل العسكرية لسحق الاضطرابات. وكنتيجة لذلك، أعلن آية الله الخميني، الزعيم الديني الجديد في إيران، الجهاد (الحرب المقدسة) ضد الأكراد في كردستان الإيرانية وأعلن عن بعض الشخصيات القومية الكردية الرئيسية أنها "أعداء للدولة"،  في بيانه يوم 17 أغسطس 1979. ثم بدأت الحكومة حملة استمرت ثلاثة أسابيع لسحق معاقل الأكراد، وذلك في سقز ومهاباد أساسًا.
في 20 أغسطس 1979، بدأ الجيش الإيراني حصار مهاباد. وقبل 30 أغسطس، ذّكر أنهم تمكنوا من تطويق المدينة بالكامل وبدأت ثلاثة أيام من المفاوضات. وبعد فشل تلك المفاوضات، دخلت القوات الإيرانية المدينة يوم 3 سبتمبر تدعمها مقاتلات F- 4 النفاثة وأكثر من 100 دبابة. وبدعم أيضًا من المدفعية، تمكنوا من السيطرة على المدينة بعد مجرد عدة ساعات من القتال. كانت الهزيمة في مهاباد صفعة كبرى للمتمردين، وبعد ذلك واصلت القوات الإيرانية الزحف إلى المدينة الأصغر وهي بانه. وخلال الحصار، قتل أكثر من 500 شخص.
تم سحق المدافعين من المتمردين بواسطة القوة الفائقة للهجوم الإيراني، وذلك باستخدام المدفعية الثقيلة والدبابات والغطاء الجوي، لكن كانت هناك مقاومة فعالة. وعلى الرغم من الخسائر الفادحة، هرب الجزء الأكبر من البشمركة الكردية من الاعتقال وتراجعوا إلى الجبال. استأنف الأكراد هجومهم بعد ستة أسابيع، عائدين إلى مهاباد ومقاتلين بفعالية القوات الإيرانية المدرعة بقنابل المولوتوف والقذائف الصاروخية. في نهاية نوفمبر، هاجم الأكراد أيضًا سنندج وسقز وغيرها من المدن والبلدات الكردية. واستمرت المبادرة الكردية الفعالة في حين كانت الحكومة الإيرانية منصرفة عنها بأحداث أخرى في الدولة، مثل أزمة رهائن إيران في طهران.
وفي خطاب ألقاه آية الله الخميني في 17 ديسمبر 1979، نادى فيه بمفهوم تعارض الأقليات العرقية مع المذاهب الإسلامية. واتهم أيضًا أولئك الذين لا يرغبون في اتحاد الدول المسلمة بخلق قضية القومية بين الأقليات. وقد تم تبادل وجهات نظره من قبل الكثيرين في القيادة الدينية.
في هذه الأثناء تولت السلطة الإدارة الإيرانية الجديدة للرئيس بني صدر. في أواخر يناير عام 1980، كافحت وحدات الحرس الثوري والأكراد المناصرون للحكومة المتمردين في المنطقة ولكن بدون نجاح ذلك، مما أدى إلى استمرار الأزمة حتى الربيع. بحلول شهر مايو عام 1980، كان المتمردون الأكراد لا يزالون يسيطرون على جزء كبير من طرق المنطقة وعلى المناطق الريفية وسيطروا مرة أخرى على مدينة مهاباد كعاصمة لهم. وادعى الحزب الديمقراطي سيطرته على أكثر من 7000 مقاتلة في ذلك الوقت.

### الهجوم الإيراني في ربيع 1980
في ربيع عام 1980، قامت قوات الحكومة تحت قيادة الرئيس أبو الحسن بني صدر باستعادة معظم المدن الكردية من خلال حملة عسكرية ضخمة، وإرسال الفرق العسكرية المنظمة إلى المدن الكردية بما في ذلك سنندج وباوه ومريوان. ودمرت قرى ومدن بأكملها لإجبار الأكراد على الخضوع. وحكم آية الله خلخالي، على الآلاف بالإعدام بعد محاكمات موجزة. واستمر الأكراد في السيطرة على مهاباد مع توقف القتال في الصيف، في حين زادت التوترات الإيرانية العراقية.

### العمليات الإيرانية في خريف 1980
في أواخر شهر أغسطس عام 1980، فشل الجيش الإيراني في استعادة مهاباد، التي سيطر عليها الأكراد بالفعل لمدة 10 أشهر. واستمروا في الاحتفاظ بها لمدة خمسة أشهر أخرى، كما أصبحت مقاطعة كردستان مسرحًا للحرب العراقية الإيرانية. وعلى الرغم من أمر الرئيس بني صدر بوقف إطلاق النار على الأكراد، في أعقاب الغزو العراقي، إلا أن الباسداران تجاهل ذلك واستمر في حملات مكافحة التمرد.
تم تكثيف المواجهة بين طهران والأكراد بشكل حاد عندما اندلعت الحرب العراقية الإيرانية، حيث كانت إيران تواجه الدعم العراقي للتمرد الكردي في إيران مع شن حملتها الخاصة لتشجيع انتفاضات جماعات مختلفة داخل العراق. وكان من المفترض في البداية أن الأكراد العراقيين وإخوانهم الإيرانيين سيتعاونون لاستغلال نقاط الضعف في كلا الجانبين. ولا عجب أن لم تكن بغداد ولا طهران على استعداد لقبول هذه النتيجة. وبدلاً من ذلك، أصر كلا الجانبين على تنظيم وحدات عسكرية كردية موالية خاصة للمشاركة في الحرب وإظهار الولاء لدولهم. انقسم الحزب الديمقراطي الكردستاني العراقي والأكراد الإيرانيون، لتبدأ سلسلة من الصراعات الداخلية.
ولم تكن وحدات الباسدران فعالة في مواجهة الأكراد، حتى شاركت الوحدات المدعومة من الحرس الثوري في القتال مع العراقيين والأكراد المدعومين من العراقيين في أواخر ديسمبر.

### المراحل الأخيرة
في حين حارب حرس الثورة الإسلامية لإعادة سيطرة الحكومة في المناطق الكردية، قتل أكثر من 10000 كردي أثناء هذه العملية.
واستمرت مجموعات من متمردي الحزب الديمقراطي الكردستاني الإيراني في القتال بمستوى منخفض حتى عام 1983، كما تم تحويل القوات الإيرانية إلى الجبهة العراقية، مع تصاعد الحرب العراقية الإيرانية.

## النتائج المترتبة
في حين أن معظم النشاط العسكري والسياسي في إيران قد قهر بشكل كبير بعد تمرد 1979-1981، فقد استمر الحزب الديمقراطي الكردستاني الإيراني في أنشطة المعارضة خلال فترة الثمانينيات. وفي عام 1989، جدد الحزب الديمقراطي الكردستاني الإيراني أنشطته العسكرية والتي كان من بين أبرزها حادث عام 1990 الذي قتل فيه نحو 300 جندي إيراني.
منذ عام 1996، وبعد حملة سياسية وعسكرية فعالة، تحول الصراع بين الحزب الديمقراطي والنظام الإيراني إلى المعارضة السياسية في الخارج.
وقع تمرد متجدد في كردستان الإيرانية منذ عام 2004 من قبل منظمة أخرى كردية متشددة - حزب الحياة الحرة الكردستاني (PJAK)، التابع لحزب العمال الكردستاني (PKK).

## أطراف الصراع
- جمهورية إيران الإسلامية[11]
- الحزب الديمقراطي الكردستاني الإيراني (PDKI)[11]
- كومله (Komala-ye Shureshgari-ye Zahmat Keshan-e Kordestan-e Iran، أو كومله، أو لجنة الكادحين الثوريين من كردستان الإيرانية) [11]
- فرع الفدائيين الكردي[11]
- المجلس الوطني للمقاومة الإيرانية

## في الإعلام

### منشورات صحيفة اطّلاعات
في 27 أغسطس عام 1979، في سنندج بإيران، تم إعدام 11 سجينًا كرديًا رميًا بالرصاص بعد محاكمة لمدة 30 دقيقة من رجل الدين الشيعي صادق خلخالي. جاهنكير رازمي، مصور فوتوغرافي بصحيفة اطّلاعات الإيرانية المستقلة، التقط عملية الإعدام على فيلم.
في غضون ساعات، تم نشر صورة بدون مسمى لعملية الإعدام على 6 أعمدة من الورق. وفي يوم 8 سبتمبر، تم الاستيلاء على الصحيفة من قبل مؤسسة ديس إنهيرتيد، وهي شركة قابضة مملوكة للدولة. وفي 14 أبريل 1980، فازت الصورة بجائزة بوليتزر. وفي عام 2006، أظهر رازمي 27 صورة من بين صور عملية الإعدام التي كان يخفيها.